# Hamilkar Barkas
Hamilkar Barkas „Piorun” (ur. ok. 280 p.n.e., zm. 229 p.n.e.) – kartagiński dowódca wojskowy z rodu Barkidów, ojciec Hannibala, Hazdrubala i Magona Barkasa.

## Życiorys
Według Korneliusza Neposa ojcem Hamilkara był Hannibal, który walczył na Sycylii w czasach wojny z królem Epiru Pyrrusem.
W 247 roku p.n.e., w ostatnich latach I wojny punickiej, Hamilkar został dowódcą kartagińskiej armii na Sycylii, broniącej się w portowych miastach Drepanum (dzisiejsze Trapani) i Lilibeum. Jego działania wojenne nie ograniczały się wyłącznie do obrony, bowiem Hamilkar również urządzał najazdy na południowe wybrzeża Italii. W roku 241 p.n.e., kiedy Gajusz Lutacjusz Katulus zablokował oba porty, a flota kartagińska poniosła porażkę w bitwie koło Wysp Egadzkich, Hamilkar wynegocjował na polecenie władz kończący wojnę pokój. W myśl ustaleń tzw. pokoju Lautancjusza Kartagina zobowiązała się oddać Rzymowi Sycylię, zwolnić bez okupu jeńców oraz zapłacić w ciągu 20 lat kontrybucję w wysokości 3200 talentów eubejskich, z czego tysiąc od razu, resztę zaś w ciągu dziesięciu lat.
Po zawarciu układu pokojowego Hamilkar odesłał swoje wojska Giskonowi, a sam wrócił do Kartaginy. W latach 241–237 p.n.e. w Kartaginie trwał bunt najemników, którymi dowodzili Celt Autharitus, Kampańczyk Spendios i Libijczyk Mathos. Na czele dziesięciotysięcznej armii złożonej z obywateli Kartaginy senat postawił najpierw Hannona, a po jego niepowodzeniach, Hamilkara Barkasa. Hamilkar pokonał buntowników nad rzeką Bagradas, a następnie przeciągnął na swoją stronę numidyjskiego przywódcę Narawasa i wyrwał się z okrążenia. Złapanych buntowników traktował początkowo łagodnie – proponując im powrót do armii punickiej i uwalniając tych którzy odmawiali – lecz wobec rosnącego okrucieństwa buntowników potem nakazał nie brać jeńców. Ponieważ Hamilkar i Hannon – przeciwnicy polityczni – nie potrafili ze sobą porozumieć i skoordynować swoich działań, kartagińskie zgromadzenie ludowe zdecydowało, aby żołnierze sami wybrali sobie jednego dowódcę. Armia opowiedziała się za Hamilkarem, który wkrótce potem rozgromił buntowników pod Prion.
Po uspokojeniu sytuacji w kraju, możliwe że jeszcze w 237 p.n.e., Hamilkar wyprawił się wraz ze swym zięciem Hazdrubalem Pięknym i synami Hannibalem, Hazdrubalem, Magonem (wówczas jeszcze dziećmi) na czele punickiej armii na Półwysep Iberyjski. W trakcie działań wojennych w pd.-wsch. części półwyspu, Hamilkar zdobył dla Kartaginy kopalnie złota i srebra w Sierra Morena oraz kraj Deitanów z ośrodkiem religijnym w Elche de la Sierra. Do swojej armii włączył 3000 Iberów, jak i uwolnił 10 tysięcy jeńców celtyberyjskich, czym zyskał poparcie krajowców. W Hiszpanii Hamilkar założył miasto Akra Leuke, prawdopodobnie dzisiejsze Alicante.
Celem polityki Hamilkara było wzmocnienie państwa po stratach I wojny punickiej, zachowanie suwerenności względem rosnącej potęgi rzymskiej, a także poszerzenie dostępu do bogatych w srebro i miedź ziem iberyjskich dla spłacenia zobowiązań wobec Rzymu.
Hamilkar zginął zimą 229/228 w nurtach rzeki Júcar w czasie bitwy z Celtyberami z plemienia Oretanów z okolic dzisiejszej La Manchy. Dowództwo po Hamilkarze przejął jego zięć Hazdrubal Piękny.